# Збарский, Борис Ильич
Бори́с Ильи́ч Зба́рский (Бер Элиевич Збарский; 14 [26] июля 1885, Каменец-Подольский — 7 октября 1954, Москва) — российский и советский биохимик, директор Лаборатории при мавзолее Ленина. Герой Социалистического Труда (1945). Академик АМН СССР (1944).

## Биография
Родился в еврейской семье. Сын купца (позже мещанина), страхового агента Эля Дувидовича (Эльи Аврум-Дувидовича) Збарского (1860 — 5 июля 1891), из местечка Смела Черкасского уезда, и Соси Гдальевны Геллер, заключивших брак там же 4 августа 1878 года. В гимназические годы участвовал в организации социал-революционеров (см. Эсеры), снимал явочную конспиративную квартиру. Его двоюродная сестра Дора Израилевна Двойрес-Зильберман (1877—1952) участвовала в перевозке нелегальной революционной литературы из-за границы в Россию. В 1901 году за хранение революционной литературы Збарский был исключён из гимназии. Позднее эмигрировал. С 1901 года под надзором полиции. Окончил гимназию экстерном в 1906 году.
В 1911 году окончил физико-математический факультет Женевского университета. В Женеве работал в лаборатории Алексея Баха, под руководством которого защитил докторскую диссертацию, в основу которой лёг разработанный им метод очистки восстановительного фермента — пергидридазы.
В 1912 году вернулся в Россию, где экстерном сдал экзамены в Петербургском университете.
Во время Первой мировой войны организовал производство формалина для нужд армии. В 1915 году впервые в России разработал и наладил заводской способ производства наркозного хлороформа.
В тот же период управлял химическими заводами Саввы Морозова на Северном Урале. Известно, что с января по июнь 1916 года его помощником по деловой переписке и торгово-финансовой отчётности был молодой Борис Пастернак, приехавший по приглашению учёного во Всеволодо-Вильву.
В 1917 году некоторое время был председателем Елабужского уездного Совета. Избран от Вятского избирательного округа (по списку № 3) в Учредительное собрание. Участник заседания Учредительного собрания 5 января. После 1917-го посвятил свою жизнь исключительно науке.
В 1918 помогал Алексею Баху в организации Центральной химической лаборатории при ВСНХ РСФСР (в 1921 преобразована в Химический институт имени Льва Карпова, в 1931 — в Физико-химический институт имени Карпова). В 1920 также участвовал в организации Биохимического института Наркомздрава РСФСР.
После смерти Владимира Ульянова-Ленина занимался бальзамированием его тела (совместно с Владимиром Воробьёвым). Именно ему принадлежала идея применять для бальзамирования антисептический препарат бактерицид. Учёным удалось составить «бальзамическую жидкость», которая предупреждает процессы высыхания тканей и изменения кожи.
В 1930—1934 гг. возглавлял кафедру биохимии 2-го Московского медицинского института и одновременно руководил организованным им институтом питания. В 1934 созванная комиссия признала, что «результаты сохранения тела В. И. Ленина представляют собой научное достижение мирового значения». С 1934 года был профессором 1-го Московского медицинского института и заведующим биохимической лабораторией Всесоюзного института экспериментальной медицины.
После смерти в сентябре 1937 года Воробьёва все дальнейшие работы по наблюдению за телом Ленина были возложены на Бориса Збарского, и вплоть до ареста в 1952 году он руководит лабораторией при мавзолее В. И. Ленина. С 1934 года в штат лаборатории в качестве ассистента зачислен его сын, Илья Борисович.
В годы Великой Отечественной войны, с июля 1941-го по март 1945 года, находился в эвакуации в Тюмени, куда был эвакуирован саркофаг с телом Ленина. Выполнил сложную задачу по транспортировке и сохранению тела В. И. Ленина в неприспособленных для этого условиях. Указом Президиума Верховного Совета СССР «О награждении орденами научных работников лаборатории Мавзолея В. И. Ленина» от 24 января 1944 года за «выдающиеся заслуги в проведении работ по сохранению тела В. И. Ленина в неизменном виде и большие научные достижения в этом деле» был награждён Орденом Ленина.
Указом Президиума Верховного Совета СССР от 26 июля 1945 года за выдающиеся научные достижения, имеющие важное государственное значение удостоен звания Героя Социалистического Труда с вручением ордена Ленина и золотой медали «Серп и Молот».
С 1945 года руководил также лабораторией биохимии рака Академии медицинских наук СССР.
В 1949 году возглавил работы по бальзамированию коммунистического вождя Болгарии Георгия Димитрова (тело захоронено в 1990 году).
В марте 1952 года был арестован. В вину ему вменялось несколько пунктов, сводившихся к тому, что написанная учёным брошюра «Мавзолей Ленина» (впервые издана в 1944) является «политически вредной». В частности, эксперты посчитали, что он не отразил роль Сталина в дни Октябрьской революции. Фактически же это было сделано в рамках преследования евреев под видом дела «врачей-убийц». В октябре того же года была арестована Евгения Борисовна Збарская. По свидетельству его сына Ильи: «Я знаю, что он не был осуждён — ему не был вынесен никакой приговор, просто он полтора года пробыл в тюрьме… и единственное, что он мне сказал, — его обвиняли в том, что он германский шпион… Дела его я не видел».
После смерти Сталина просидел в тюрьме ещё несколько месяцев и был выпущен в декабре 1953 года. Тогда же была освобождена его жена. После освобождения и до последних своих дней работал профессором на кафедре биохимии 1-го Московского медицинского института.
Адрес в Москве: улица Серафимовича, 2, кв.12, а затем — кв.197.
Умер 7 октября 1954 года. Похоронен на Новодевичьем кладбище (уч. 4, ряд 15, могила 3).

### Семья
Первая жена — Фрейда Нафтуловна (Фанни Николаевна) Збарская (урождённая Зильберман; 1884—1971).
- Сын — Илья (1913—2007)[23], академик РАМН, профессор[24].

Вторая жена — Евгения Борисовна Збарская (урождённая Перельман; 1900—1985), окончила естественный факультет Берлинского университета, биохимик.
- Сын — Феликс-Лев (1931—2016), график, художник; был женат на манекенщице Регине Колесниковой (1935—1987), вторым браком — на народной артистке РСФСР Людмиле Максаковой; эмигрировал в США[25];
  - Внук — Максим Максаков (род. 1970)[26].
- Сын — Виктор (1942—2018), фармаколог, кандидат биологических наук[27].

## Награды и звания
- Герой Социалистического труда (26 июля 1945)
- Орден Ленина (26 июля 1945)
- Орден Ленина (21 января 1944)
- Сталинская премия I степени (21 января 1944) — за выдающуюся научную работу по сохранению тела В. И. Ленина
- Орден Трудового Красного Знамени (5 апреля 1939)
- Орден «Знак Почёта» (25 апреля 1936)
- Орден Ленина (15 января 1934)
- Орден Трудового Красного Знамени (11 января 1929)

## Труды
- Збарский Б. И. Мавзолей Ленина. — М.: Госполитиздат, 1946. — 48 с.
- Збарский Б. И. Практикум по биологической химии: учеб.-метод. пособие для ВУЗов / Б. И. Збарский, И. Б. Збарский, А. И. Солнцев. — 3-е изд., испр. и доп. — М.: Медгиз, 1962. — 280 с.